# Przemysław Prusinkiewicz

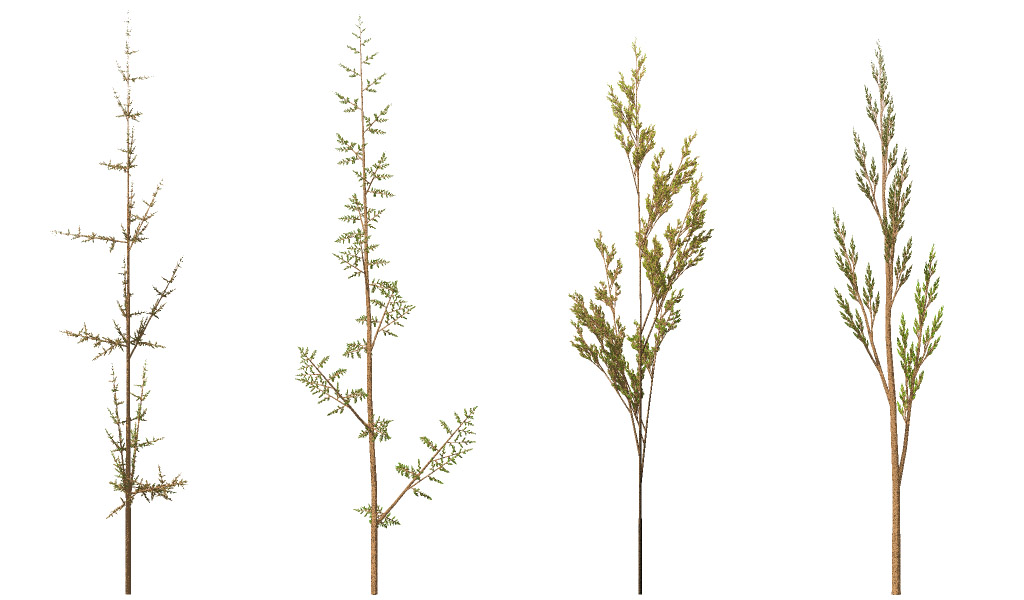
Plantas artificiales generadas mediante el lenguaje formal denominado sistema-L.

Przemysław Prusinkiewicz (25 de enero de 1952) es un científico computacional de origen polaco. Fue uno de los primeros en sugerir que la serie de Fibonacci en la naturaleza puede entenderse en parte como la expresión de ciertas restricciones sobre grupos libres, específicamente como una clase de gramática de Lindenmayer. Przemysław obtuvo su PhD en la Politechnika Warszawska (Universidad Politécnica de Varsovia) en el año 1978. Da clases de matemáticas en la Universidad de Calgary. Colabora con el húngaro Aristid Lindenmayer en gramáticas basadas en lenguajes formales para la modelización del crecimiento de plantas, obteniendo en 1997 el premio con mención honorífica en el SIGGRAPH.